# Macaranga reiteriana
Macaranga reiteriana är en törelväxtart som beskrevs av Ferdinand Albin Pax och Käthe Hoffmann. Macaranga reiteriana ingår i släktet Macaranga och familjen törelväxter. Inga underarter finns listade i Catalogue of Life.